# Sören Senn
Sören Senn (* 2. November 1969 in Chur) ist ein Schweizer Filmregisseur und Autor.

## Leben
Nach seinem Studium der Philosophie, Literatur- und Religionswissenschaft in Bern, Berlin und Paris arbeitete Sören Senn als Autor, Dramaturg und Regieassistent für Film und Theater. Zwischen 1999 und 2005 studierte er Regie an der HFF Potsdam und realisierte dort mehrere Dokumentar- und Kurzspielfilme.
Er arbeitet als freiberuflicher Regisseur und Autor für Spielfilm, Dokumentarfilm und Theater in Deutschland und in der Schweiz. Der an den Solothurner Filmtagen uraufgeführte Dokumentarfilm Weg vom Fenster über das Leben nach einem Burnout kam in der Schweiz Anfang 2018 ins Kino. Sein erster Kinofilm KussKuss erhielt den Babelsberger Medienpreis für den besten Absolventenfilm sowie weitere internationale Auszeichnungen.

## Filmografie (Auswahl)
- 2005: KussKuss (Kinospielfilm)
- 2007: Canzun Alpina (TV-Spielfilm)
- 2008: Tag und Nacht (Fernsehserie)
- 2010: Charlys Comeback (TV-Spielfilm)
- 2010–2012: Großstadtrevier (Fernsehserie)
- 2013: Der Krösus von Luzern (Dokumentarfilm)
- 2014: Der grosse Plan (Dokumentarfilm)
- 2015: Die Vernichtung des Thomas Massner (Theaterstück)[1]
- 2017: Weg vom Fenster – Leben nach dem Burnout (Dokumentarfilm)[2]
- 2017: Alles Geben (Theaterstück – Uraufführung)[3]
- 2018: Vater finden (Dokumentarfilm)
- 2019: JEIN (Kurzspielfilm)
- 2019: Game Over – Im Sog der Computerspielsucht (Dokumentarfilm)
- 2021: Brücken bauen – Mit Handicap in die Arbeitswelt (Dokumentarfilm)
- 2021: 37 Grad: Begnadet anders – Mit Handicap erfolgreich im Beruf (Dokumentarfilm)

## Auszeichnungen
- 2006: Förderpreis – Kulturpreis der Stadt Chur